# Société du Chemin de fer Cilicie – Nord Syrie
Die Société du Chemin de fer Cilicie – Nord Syrie (C.N.S) war eine französische Eisenbahngesellschaft, die Strecken in der südlichen Türkei und im Norden Syriens betrieb.
Nach der Niederlage des Osmanischen Reichs im Ersten Weltkrieg wurde ein erheblicher Teil des späteren Staatsgebiets der Türkei durch alliierte Truppen besetzt. Der Südosten des Landes kam zusammen mit Syrien unter französische Hoheit. 
Die französische Besatzungsmacht errichtete für die in ihr Besatzungsgebiet fallenden normalspurigen Strecken, die nicht der Société du Chemins de fer Damas – Hama et Prolongements (D.H.P.) gehörten, eine eigene Gesellschaft, die Société du Chemin de fer Cilicie – Nord Syrie. Zum 20. Oktober 1921 gingen die Betriebsrechte an der Bagdadbahn zwischen Pozantı im Taurus und Nusaybin (821 km) sowie die Zweigbahnen nach Mersin (49 km), İskenderun (59,6 km) und Mardin (25 km) mit dem Vertrag von Ankara auf diese über. Sie benannte sich wenig später in Société d’Exploitation des Chemins de fer Bozanti – Alep – Nissibie et Prolongements (BANP) um.
1933 übernahm die türkische Staatsbahn, die Türkiye Cumhuriyeti Devlet Demiryolları (TCDD) die Bagdadbahn bis Fevzipaşa. Die BANP wurde daraufhin zum 1. Juli 1933 aufgelöst. An ihre Stelle trat für die verbleibenden Strecken auf türkischem Staatsgebiet, die (noch) nicht von der TCDD übernommen worden waren, die (türkische) Cenup Demiryolları (CD). Betriebsführerin auf diesen Strecken wurde die französisch-syrische Gesellschaft Société du Chemin de fer Damas–Hamah et Prolongements (D.H.P.)